# Furingstad
Furingstad är kyrkbyn i Furingstads socken i Norrköpings kommun i Östergötlands län. Den ligger sydost om Ljunga.
I byn återfinns Furingstads kyrka. 